# Die beiden Wanderer

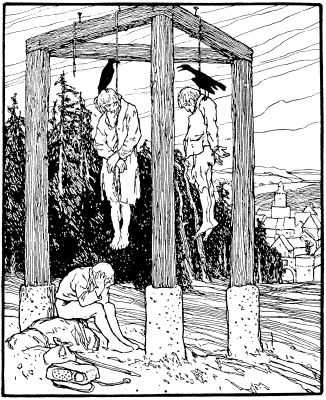
Illustration von Otto Ubbelohde, 1909

Die beiden Wanderer ist ein Märchen (ATU 613). Es steht in den Kinder- und Hausmärchen der Brüder Grimm ab der 5. Auflage von 1843 an der Stelle 107 (KHM 107). Zudem ist es auch in der Schweiz sowie im isländischen, irischen, italienischen, und maltesischen Sprachraum bekannt.

## Inhalt
Ein leichtherziger Schneider und ein griesgrämiger Schuster wandern zusammen. Der Schneider verdient mehr Geld, weil die Leute ihn mögen, und teilt gerne mit dem neidischen Schuster. Durch den Wald zur Königsstadt führen ein Weg von zwei Tagen und einer von sieben. Weil sie nicht wissen, welcher der richtige ist, kauft der Schuster sich für sieben Tage Brot, der Schneider aber nur für zwei. Als sie am dritten Tag noch nicht ankommen und der Schneider am fünften vor Hunger nicht mehr weiter kann, gibt ihm der Schuster ein Stück Brot, sticht ihm aber dafür ein Auge aus. Dies wiederholt sich am siebten Tag. Nach dem Wald lässt der Schuster den blinden Schneider unter einem Galgen liegen. In der Dämmerung spricht ein Gehängter mit einer Krähe auf dem Kopf zum anderen, dass wieder sehen kann, wer sich mit dem Tau wäscht. So geht es dem Schneider in Erfüllung. Er dankt Gott. Unterwegs begegnet er einem braunen Fohlen, das er reiten will, einem Storch, jungen Enten und einem Bienenstock mit Honig, die er essen will, lässt sich aber immer von den Tieren zur Gnade bewegen. In der Stadt ist er bald für seine Fähigkeiten berühmt und wird Hofschneider. Sein ehemaliger Kamerad, der Hofschuster, will ihn unschädlich machen. Er erzählt dem König einmal, der Schneider habe sich vermessen, die vermisste Krone wiederzubeschaffen, dann, das Schloss in Wachs abzubilden, im Schlosshof Wasser sprudeln zu lassen und dem König einen Sohn besorgen zu können. Der König droht dem Schneider mit Verbannung, Kerker und Tod, wenn er es nicht tue, doch ihm helfen die Enten, die Bienen, das Pferd und der Storch. Zu seiner Hochzeit mit der ältesten Königstochter muss ihm der Schuster Schuhe machen und die Stadt verlassen. Er wirft sich vor Wut und Erschöpfung unter dem Galgen hin. Die Krähen hacken ihm die Augen aus, und er rennt in den Wald.

## Sprache

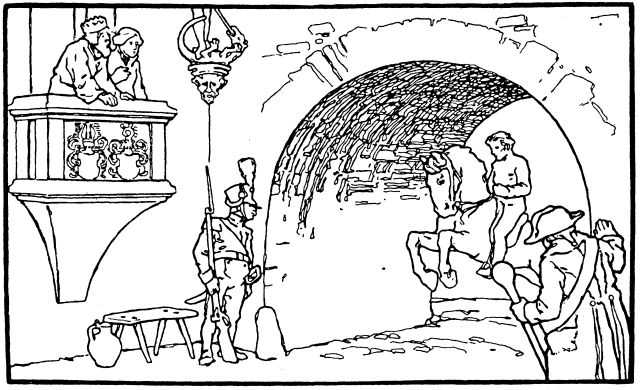
Illustration von Otto Ubbelohde, 1909

Die Erzählung verwendet zur treffenden Charakterisierung der Personen viele Redensarten, von denen einige auch heute in Gebrauch sind: „Springinsfeld“; „Lass dir darüber keine grauen Haare wachsen“. Auch die rührselige Schilderung mit vielen christlichen Bezügen unterscheidet sich vom schlichteren Erzählstil früherer Ausgaben. Der zentrale Konflikt wird schon im Einleitungssatz ausgedrückt: „Berg und Tal begegnen sich nicht, wohl aber die Menschenkinder, zumal gute und böse.“ Der Satz steht schon im Barockroman Der abenteuerliche Simplicissimus, den die Brüder Grimm geschätzt haben dürften: Simplicissimus trifft seinen Kamerad, den Schreiber wieder, der ihn einst aus Neid beim König anschwärzte.

## Herkunft

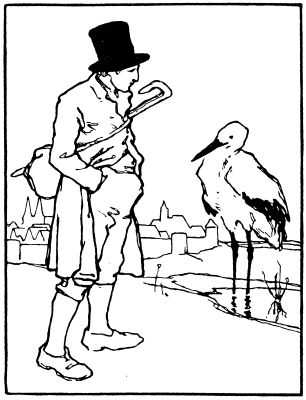
Illustration von Otto Ubbelohde, 1909

Grimms Anmerkung notiert: „Nach einer Erzählung aus dem Holsteinischen“ (vom Studenten Mein aus Kiel), die „besser und vollständiger“ sei als Die Krähen in früheren Auflagen (das kürzer, im Galgenmotiv ähnlich ist). Sie vergleichen Paulis Schimpf und Ernst, wo ein am Baum gefesselter Diener von Geistern erlauscht, dass ein Kraut sehend macht, und eine Prinzessin heilt, während seinem Herrn dann die Augen ausgestochen werden, sowie die „Braunschweiger Sammlung“ (Feen-Mährchen, Braunschweig 1801, Nr. 7), Helwigs jüdische Legenden Nr. 23, der Rat der Vögel an Sigurd (Fáfnismál „und Anmerk. zu Str. 32“), zum heilenden Tau den Speichel, womit Gott heilt oder unschuldiges Kinder- oder Jungfrauenblut (Altdeutsche Wälder 2, 208 und Der arme Heinrich S. 175 ff.), „Braunschweiger Sammlung“ S. 168–180, Aurbachers Büchlein für die Jugend S. 252–263, Pröhles Märchen für die Jugend Nr. 1, dänisch bei Molbech Nr. 6, norwegisch bei Asbjörnsen Bd. 2, böhmisch bei Gerle Bd. 1, Nr. 7 St. Walpurgis Nachttraum oder die drei Gesellen, ungarisch bei Gaal Nr. 8 „die dankbaren Thiere“, Mailath Nr. 8 „die Brüder“, Stier S. 65 „die drei Thiere“, serbisch bei Wuk Nr. 16. Der persische Dichter Nisami erzählt (in Hammers Geschichte der schönen Redekünste Indiens, Wien 1818, S. 116 f.) von Chair, der von Scheer verräterisch beraubt, geblendet und misshandelt, von einem kurdischen Mädchen geheilt wird, die Sultanstochter heilt und schließlich Scheer wiederbegegnet, den dann ein Kurde tötet.
Lothar Bluhm vermutet, dass der Text auf Die wahrsagenden Vögel aus der Sammlung Feen-Mährchen von 1801 zurückgehen könnte, bei Grimm nur anonymisierend als Braunschweiger Sammlung genannt, und möglicherweise indirekt auf Johannes Paulis Schwanksammlung Schimpf und Ernst von 1522. In dem reichhaltigen Sprachschatz sei Grimms Student Mein möglicherweise bereits durch Grimms Märchen beeinflusst.
Laut Hans-Jörg Uther liegt das Märchen in unzähligen Varianten vor, auf einem altägyptischen Papyrus als Rechtsstreit, in buddhistischen Schriften des 8. Jahrhunderts als Erzählung der Brüder Gut-Tat und Schlecht-Tat, im Mittelalter als Wettstreit zwischen Wahrheit und Falschheit oder um die rechte Religion. Die Blendung ist im Mittelalter meist Preis der verlorenen Wette, so in Pelbart von Temeswars Exempelsammlung Sermones Pomerii de tempore, in neuzeitlichen Fassungen pure Bosheit. Vgl. Das verrathene Geheimnis in Johann Wilhelm Wolfs Deutsche Märchen und Sagen, Das weiße Hemd, das schwere Schwert und der goldene Ring in Deutsche Hausmärchen, Bechsteins Schneider Hänschen und die wissenden Tiere, ferner zu den Aufgaben Grimms Die Bienenkönigin oder Basiles Der Drache.

## Varianten
Johannes Paulis Version aus der Schwanksammlung Schimpf und Ernst erzählt von einem Herrn, der die Ansicht vertritt, dass Falschheit und Untreue die Welt regieren, während dessen Diener an die Redlichkeit glaubt. Sie gehen eine Wette ein, wobei die Ansicht des Herrn von mehreren Leuten bestätigt wird, sodass sich der Diener, als Wettverlierer, die Augen ausstechen lassen muss. Die Nacht unter einem Baum verbringend, belauscht der Erblindete dann drei Teufel, die sich von dem dort wachsenden Kraut erzählen, das Blindheit heilt. Sodann heilt er sich selbst sowie auch die blinde Tochter eines vornehmen Herrn, die er aus Dank zur Frau bekommt. Als sein ehemaliger Herr davon erfährt, sucht er selbst den Baum auf, wo ihn die Teufel jedoch blenden. In Otto Sutermeisters Der Wanderbursche auf der Tanne kommen zwei Wanderburschen direkt zu der Tanne, bei der sich die Hexen treffen. Nur einer der beiden ist dabei wach, sodass nur er mitbekommt, wie sich die Hexen darüber unterhalten, dass sie die Königstochter krank gezaubert haben und welches Heilmittel es gibt. Zwar erzählt er es seinem Kameraden, doch dieser glaubt ihm nicht, also heilt er allein die Königstochter, was ihm ein leichtes Leben einbringt. Später hört der Kamerad davon und kehrt zur Tanne zurück, wo die Hexen ihn jedoch zerreißen. Ähnlicher Stoff ist in Sutermeisters Die zwei Brüder und die vier Riesen zu lesen.
In Heinrich Pröhles Dank ist der Welt Lohn streiten sich zwei Brüder ob Dank oder Undank der Welt Lohn ist, wobei der jüngere, redliche von seinem Bruder geblendet wird und des Nachts auf einen Baum steigt, von wo aus er Bär, Löwe und Fuchs belauschen kann. Mit dem Gehörten gelingt es ihm wieder sehend zu werden, einen Reichen zu heilen und den Königsbrunnen wieder zum Fließen zu bringen, woraufhin er die Krone und das Reich bekommt. Sein älterer Bruder will es ihm gleichtun, wird von den Tieren aber zerrissen. Christian Schnellers italienische Version Der Blinde enthält einen von geburt an Blinden, der, nachdem er die Hexen belauscht, wieder sehend wird, die Königstochter heilt und heiratet sowie das Wasser von sieben Brunnen wieder zum Fließen bringt. Ähnliche Märchen finden sich auch in Schnellers Die zwei Reiter und Die kranke Prinzessin.
Das Märchen Der Blinde von Ignaz und Josef Zingerle handelt von einem blinden aber reichen Herrn, der von zwei Kameraden in den Wald geführt und überfallen wird, woraufhin er die Nacht auf einem Baum verbringt, von wo aus er drei Würmer belauschen kann. Durch das Gehörte erlangt er mittels Tau sein Augenlicht wieder, heilt er das Vieh eines Bauern mit bestimmten Wasser und beendet er den Wassermangel einer Stadt. Reich belohnt erzählt er den zwei Kameraden davon, die daraufhin den Baum aufsuchen, doch anstatt Wertvolles zu erfahren, durch die Würmer ums Leben kommen. In Paidrig O’Laoghaires irischer Version Die drei Raben, die aus Munster stammt, sind es zwei Burschen, die über ihren Kameraden herfallen, um ihn auszurauben und ihn an einen Baum binden sowie die Augen ausstechen. Dieser bekommt dann dank der Unterhaltung von drei Raben sein Augenlicht zurück, schafft es danach die Tochter des Königs mit einem Kraut zu heilen und behebt zudem den Wassermangel im Königreich, wofür er aus Dank die Königstochter zur Frau bekommt. Später begegnet er wieder den zwei Burschen, denen er alles erzählt, woraufhin sich diese ebenfalls an den Baum binden, jedoch von den drei Raben die Augen ausgehackt bekommen.
In dem isländischen Märchen Diggur und Ódiggur von Adeline Rittershaus sticht ein Bruder dem anderen die Augen aus, der daraufhin in eine Höhle irrt, wo er drei Riesinnen belauscht. Durch das Gehörte bekommt er sein Augenlicht zurück, wird stark und tötet die Riesinnen. Danach bringt er den in der Höhle entdeckten Stier Gullhyrningur dem König zurück, woraufhin er die Prinzessin heiratet. Sein Bruder tut es ihm nach, stürzt durch seine Blindheit aber einen Felsen hinunter in den Tod.
Björn Stefánssons isländische Version Der weise Rabe (AaTh 517 + 613, vgl. 671), die aus der Sammlung Sechs Volkssagen (Sex þjóðsögur, 1926, S. 71–95) stammt und 1925 aufgezeichnet wurde, berichtet von dem faulen Sigurd, der nur die Sprache der Goldregenpfeifer und der Raben gelernt hat und dem von seinem Vater die Augen ausgestochen werden, da ein Goldregenpfeifer meint, dass der Vater einmal mehr Angst vor Sigurd haben wird als der nun vor ihm. Ein Rabe erzählt dann von einer feuchten Senke, dessen Gras ihm sein Augenlicht wiedergeben kann und die, würde darin gegraben werden, in dem an Wassermangel leidenden Königreich auch die Quellen wieder zum Fließen bringen kann. Zudem solle derjenige, der das Wasser wiederbringt die Königstochter zur Frau bekommen und König werden. Sigurd vertraut den Worten des Raben mit Erfolg, woraufhin er seinen Vater holen lässt, der nun Angst vor Rache hat, doch dem verziehen wird. In der sehr ähnlichen Version Vom Manne, der die Vogelsprache verstand aus dem Werk Die neuisländischen Volksmärchen (Nr. LXIII, Halle 1902) von Adeline Rittershaus muss zudem auch die Königstochter geheilt werden.
Eine maltesische Version aus Berta Ilgs Maltesische Märchen und Schwänke (2 Bände, Leipzig 1906/1907), die im Deutschen den Titel Die sieben Räuber bekam, berichtet von sieben Räubern, die unter dem Baum, auf dem sich der gute Bruder versteckt, ein Schatzversteck haben.
Das Märchen ist weit verbreitet. Es kam in ähnlicher Form schon im Panchatantra vor, wo eine Frau von zwei Schlangen erfährt, wie sie ihren Kranken Mann heilen und zudem einen Schatz finden kann.

## Interpretation

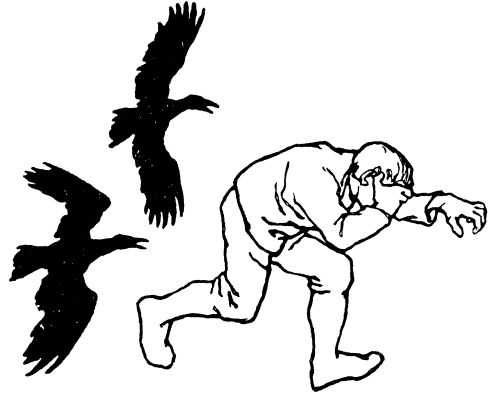
Illustration von Otto Ubbelohde, 1909

Edzard Storck bemerkt die Schicksalsbejaung des Helden (Mt 5,25 , Mt 6,33 ). Die Krone sei das Gott-Königtum des paradiesischen Menschen, das Wachs Weisheit wie in Platons Theaitetos (Kap. 34), drittens quillt Wasser der Weisheit (Joh 7,38 ), was dem niederen Ich aberkannt wird (Joh 8,35 , Joh 9,39 ). Ortrud Stumpfe meint, die Wahrnehmung der Zusammenhänge gelingt erst durch das Auslöschen des Eigenwillens, des Egoismus.
Schneider und Schuster stehen in Märchen oft für Leichtmut und Geiz. Ulla Wittmann deutet erst objektal den Schneider als produktiven Charakter (nach Erich Fromm) oder genitalen Charakter, ungepanzerten Menschen (Wilhelm Reich) mit Vertrauen, Mitleid und Fähigkeiten, den Schuster als unproduktiven Charakter und Sadisten mit Machthunger und Angst. Subjektal ist der Schuster der Schatten des Helden, dem ja Planung und Vorsorge fehlen, die Königsstadt Symbol für die Ganzheit des Selbst, auch die Vierzahl der Tiere, der Aufgaben oder der Kostbarkeiten Krone, Quell, Schloss und Kind (Jung). Für Psychiater Wolfdietrich Siegmund geht es in Die beiden Wanderer um Annahme oder Verweigerung unseres Reifeweges.